# Preberi me...
Preberi me... je tretji studijski album Slavka Ivančića. Album je izšel maja 2008 pri založbi ZKP RTV Slovenija. Album vsebuje tudi skladbo »Poišči me«, ki jo je Ivančić prvič zapel leta 1988 s skupino Bazar in je izšla na albumu Bazar, tokrat pa jo je posnel v duetu z Aniko Horvat.
Album vsebuje tudi video nastopa Ivančića s skladbo »Ko mene več ne bo« na Melodijah morja in sonca 2003.

## Seznam skladb
| Št. | Naslov                            | Pisec                                                      | Dolžina |
| --- | --------------------------------- | ---------------------------------------------------------- | ------- |
| 1.  | „Dobro jutro noč‟                 | Marino Legovič/Leon Oblak/M. Legovič                       | 3:04    |
| 2.  | „Če imaš me v krvi‟               | Sašo Fajon/Urša Mravlje/S. Fajon                           | 3:10    |
| 3.  | „Poišči me‟ (duet z Aniko Horvat) | Danilo Kocjančič/Drago Mislej-Mef/Zdenko Cotič, M. Legovič | 4:29    |
| 4.  | „Z mano ti ne gre‟                | D. Kocjančič/D. Mislej-Mef/S. Fajon                        | 3:54    |
| 5.  | „Ti boš vedno z menoj‟            | D. Kocjančič/D. Mislej-Mef/S. Fajon                        | 3:24    |
| 6.  | „Preberi me... med vrsticami‟     | Enzo Hrovatin/L. Oblak/M. Legovič                          | 3:46    |
| 7.  | „Kdo si‟                          | E. Hrovatin/Miša Čermak/Patrik Greblo                      | 3:38    |
| 8.  | „Nekje na pol poti‟               | E. Hrovatin/M. Čermak/E. Hrovatin                          | 3:58    |
| 9.  | „The End‟                         | D. Kocjančič/D. Mislej-Mef/M. Legovič                      | 4:55    |

## Osebje

### Glasbeniki
- Slavko Ivančić – solo vokal
- Zdenko Cotič – kitare (3, 4, 9)
- Bor Zuljan – kitare (1)
- Enzo Hrovatin – kitare (6, 8)
- Marino Legovič – programiranje (1, 3, 6, 9)
- Sašo Fajon – programiranje (4)
- Aleksander Pohlen – programiranje (8)
- Grega Forjanič – programiranje (2, 5, 7)
- Marjan Ogrin – bas (3, 8)
- Edi Meola – saksofon (9)
- Matej Kužel – saksofon (3)
- Steffy – vokal (6)
- Lili Žigo – vokal (8)
- Barbara Lemut – vokal
- Jana Tratnik – vokal (1)

### Produkcija
- Digital Mastering: Marjan Krajnc
- Tonski mojstri: Marjan Krajnc (1, 3, 6, 9), Aleksander Pohlen (8), Cole Moretti (2, 4, 5, 7)
- Producenti: Marino Legovič (1, 3, 6, 9), Grega Forjanič (2, 4, 5, 7), Enzo Hrovatin (8)
- Ovitek: Edi Zadnik
- Izvršni producent: Slavko Ivančić